# Горышковское
Горышковское (укр. Горишківське) — посёлок, входит в Томашпольский район Винницкой области Украины.
Население по переписи 2001 года составляло 89 человек. Почтовый индекс — 24200. Телефонный код — 4348. Занимает площадь 0,868 км². Код КОАТУУ — 523955101.

## Местный совет
24200, Вінницька обл., Томашпільський р-н, смт. Томашпіль, пл. Ленинського комсомолу, 3